# Pérrine Moncrieff

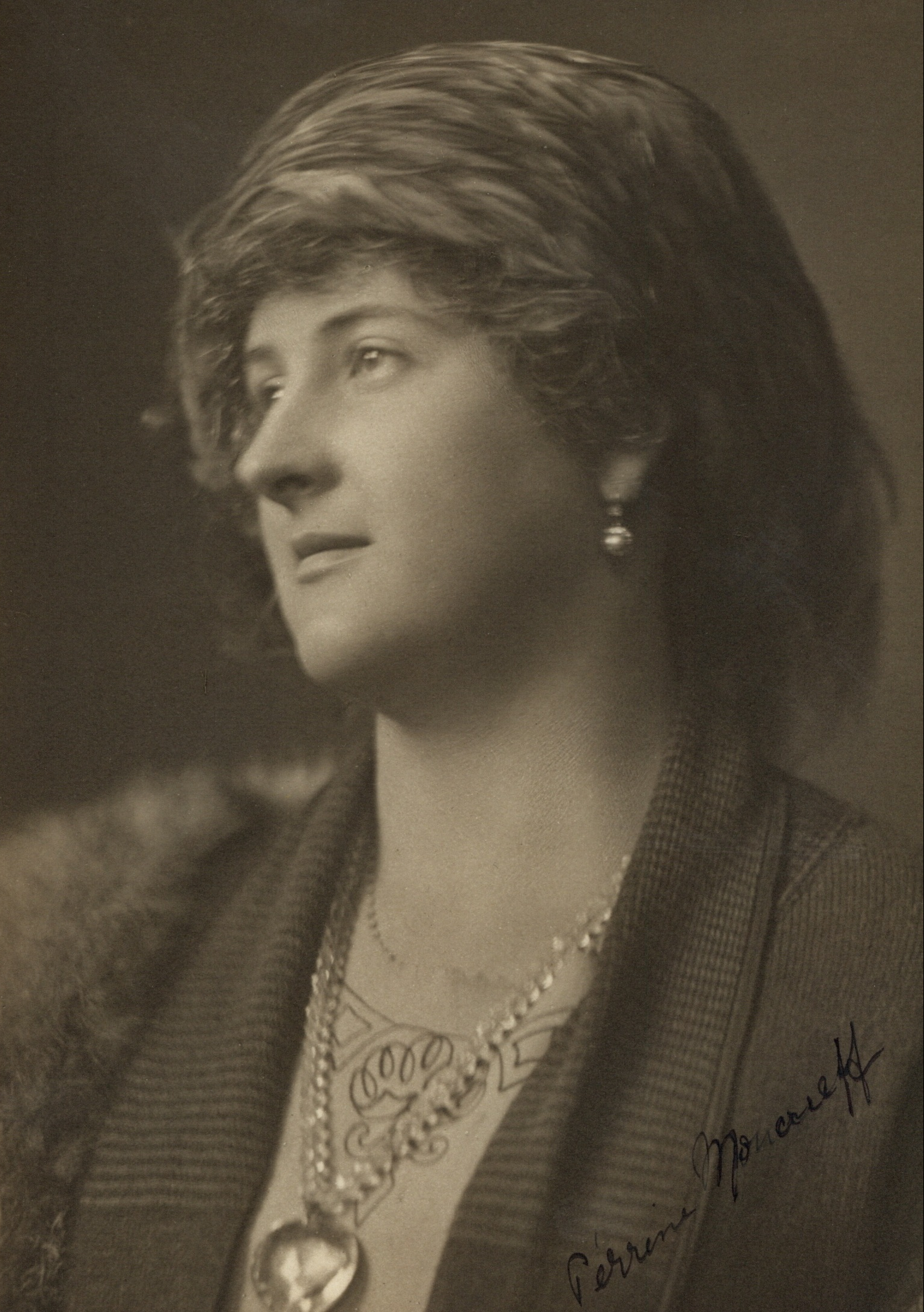
Pérrine Moncrieff (1937)

Pérrine Moncrieff, CBE, (* 8. Februar 1893 in London als Pérrine Millais; † 16. Dezember 1979 in Wakapuaka, Neuseeland) war eine britisch-neuseeländische Autorin, Naturschützerin und Amateurornithologin.

## Leben
Pérrine Moncrieff war die Tochter von Everett und Mary St Lawrence Millais, geborene Hope-Vere. 1914 heiratete sie Malcolm Matthew Moncrieff, einen Veteranen des Zweiten Burenkriegs (1899–1902). Aus dieser Ehe gingen zwei Söhne hervor, von denen einer 1925 starb. Nach Kriegsende verließen sie Großbritannien, mit dem Ziel sich in Kanada niederzulassen, beschlossen jedoch, unterwegs Neuseeland zu besuchen, da Pérrine Moncrieff einen Verwandten mit einer Schafstation in Timaru auf der Südinsel hatte. Eine plötzliche Wirtschaftskrise, die Neuseeland traf, gefährdete ihre Finanzen und führte dazu, dass sie ab 1921 neuseeländische Staatsbürger wurden. Sie wählten Nelson im Nordwesten der Südinsel als Wohnsitz.
1923 gehörte sie zu den Gründungsmitgliedern der New Zealand Native Bird Protection Society (heute Royal Forest and Bird Protection Society of New Zealand) und sie wurde Mitglied der Royal Australasian Ornithologists’ Union (heute Birdlife Australia), wo sie von 1932 bis 1933 zur ersten Präsidentin gewählt wurde. 1925 brachte sie New Zealand Birds and How to Identify Them heraus. Das Buch war ein Erfolg, mit sechs Auflagen, die von 1923 bis 1961 veröffentlicht wurden. Sie schrieb Beiträge für das Fachjournal Emu sowie Artikel in verschiedenen Zeitungen, darunter in der Nelson Evening Mail. 1928 gründete sie die Nelson Bush and Bird Society und sie war in zahlreichen Kampagnen zur Bewahrung einheimischer Busch- und Vogelarten aktiv.
Sowohl Moncrieff als auch ihr Mann kauften Land und legten es gemeinsam der Regierung als öffentliche Reserve vor. 1942 war sie aktiv an der Gründung des Abel-Tasman-Nationalparks in der Provinz Nelson beteiligt und für ihre Bemühungen verlieh ihr die niederländische Regierung 1974 den Orden von Oranien-Nassau. In ihrem 1965 erschienenen Buch People Came Later beschreibt sie unter anderem den Hintergrund für die Gründung des Parks.
Moncrieff war Präsidentin des Nelson Institute und der Nelson Philosophical Society, initiierte die Pfadfinderinnenbewegung in Nelson, wurde Friedensrichterin sowie ehrenamtliche Parkwächterin für das Department of Internal Affairs.
1953 wurde Moncrieff mit dem Loder Cup für Naturschutz ausgezeichnet. Bei den Birthday Honours von Queen Elizabeth II. im Jahr 1975 wurde sie zum Commander des Most Excellent Order of the British Empire (CBE) für ihre „Verdienste um den Naturschutz als Naturwissenschaftlerin und für den Abel-Tasman-Nationalpark“ ernannt. 1976 veröffentlichte sie den historischen Roman The Rise and Fall of David Riccio.